# Isomerida separata
Isomerida separata là một loài bọ cánh cứng trong họ Cerambycidae.